# Anolis anatoloros
Espèce
Synonymes
- Dactyloa anatoloros (Ugueto, Rivas, Barros, Sánchez-Pacheco & García-Pérez, 2007)

Anolis anatoloros est une espèce de sauriens de la famille des Dactyloidae. 

## Répartition
Cette espèce est endémique du Venezuela. Elle se rencontre dans les États de Barinas, de Portuguesa et de Trujillo.

## Publication originale
- Ugueto, Rivas, Barros, Sánchez-Pacheco & García-Pérez, 2007 : A revision of the Venezuelan Anoles I: A new Anolis species from the Andes of Venezuela with the redescription of Anolis jacare Boulenger 1903 (Reptilia: Polychrotidae) and the clarification of the status of Anolis nigropunctatus Williams 1974. Zootaxa, no 1501, p. 1–30.